# Championnat du monde de badminton par équipes féminines
Ne doit pas être confondu avec le Championnat du monde, le Championnat du monde par équipes masculines et le Championnat du monde par équipes mixtes.
L'Uber Cup est le championnat du monde de badminton par équipes féminines. La première édition a eu lieu à Lytham St Annes dans le Lancashire en Angleterre en 1957. C'est l'équivalent de la Thomas Cup qui est réservée aux hommes. 
Le premier trophée a été remis par Mrs H.S Uber, fondatrice des premières compétitions féminines. Cette compétition a été programmée tous les 3 ans jusqu'en 1984. Depuis 1986, elle se déroule tous les 2 ans, en même temps que la Thomas Cup. 
Aucune nation européenne n'a jamais remporté cette compétition. La seule compétition majeure par équipes remportée par une nation européenne est la Thomas Cup en 2016, qui a vu le Danemark s'imposer.

## Format de la compétition
Le format de la compétition change régulièrement.
Auparavant, il était très similaire à celui de la Coupe du monde de football : une phase de qualification au niveau continental suivie d'une phase finale.

Chaque confédération organisait ses qualifications. Le nombre de places en phase finale attribuées à chaque confédération était fonction du niveau des nations. Il fallait toutefois qu'il y ait au moins un représentant de chaque confédération.

La phase finale regroupant 12 équipes, on retrouvait donc :
- le vainqueur de l'édition précédente, qualifié d'office ;
- le pays organisateur, qualifié d'office ;
- 4 pays de la Confédération asiatique de badminton ;
- 3 pays de la Confédération européenne de badminton ;
- 1 pays de la Confédération africaine de badminton ;
- 1 pays de la Confédération panaméricaine de badminton ;
- 1 pays de la Confédération de badminton d'Océanie.

Si le pays organisateur était le vainqueur de l'édition précédente, il y avait une place disponible de plus, généralement attribuée à l'Asie, puisque les meilleures nations appartiennent à cette confédération.
Pour l'Europe, la désignation des nations qualifiées pour la phase finale se faisait au cours du Championnat d'Europe par équipe. Les nations étaient regroupées en 8 poules de 3 ou 4, où chaque pays rencontrait les autres. Les 1ers de chaque poule étaient qualifiés pour les quarts de finale à élimination directe. Le champion d'Europe, le finaliste ainsi que le vainqueur du match pour la 3e place décrochaient leur billet pour la phase finale.
Les 12 nations qualifiées étaient regroupées en 4 poules de 3, où chaque pays rencontrait les 2 autres. À l'issue de cette phase de poule débutaient les rencontres à élimination directe : les premiers de chaque poule se retrouvaient en quarts de finale où ils affrontaient le vainqueur d'un match entre le 2e d'un groupe et le 3e d'un autre.
À partir de l'édition de 2014, il n'y a plus 12 mais 16 nations qui participent. La présence d'au moins une nation par confédération n'est plus une obligation. La participation d'un pays se fait en fonction du classement mondial des joueurs de ce pays. Le tenant du titre et le pays hôte sont toujours qualifiés d'office.

La compétition débute par une phase de poules (4 poules de 4 équipes) où les 2 premiers se qualifient pour les quarts de finale. À partir de là, débute la phase à élimination directe.

Chaque rencontre comporte 5 matches : 3 simples et 2 doubles.
À partir de 2016, cependant, les équipes se sont à nouveau qualifiées sur la base de leurs performances aux championnats continentaux par équipes. Les cinq vainqueurs continentaux, outre les demi-finalistes d'Asie et d'Europe, ainsi que les hôtes et les champions en titre, se qualifient automatiquement. Le reste des places est attribué aux équipes selon leur classement mondial par équipes BWF (classement mondial cumulé de leurs trois meilleurs simples et de leurs deux meilleurs doubles). 
| Année                               | Nombre d'équipes | Zone géographique       | Zone géographique                       | Zone géographique                        | Zone géographique                           | Zone géographique                           | Zone géographique | Zone géographique        |  |
| ----------------------------------- | ---------------- | ----------------------- | --------------------------------------- | ---------------------------------------- | ------------------------------------------- | ------------------------------------------- | ----------------- | ------------------------ |  |
| Entre 1957 et 1973, en 1979         | 5                | Champion & pays hôte 1  | Asie 1                                  | Australie 1                              | Europe 1                                    | Amériques 1                                 |                   |                          |  |
| En 1976 et 1982                     | 6                | Champion et pays hôte 2 | Asie 1                                  | Australie 1                              | Europe 1                                    | Amériques 1                                 |                   |                          |  |
| En 1984                             | 8                | Champion et pays hôte 2 | Qualifications (organisées en Asie) 1   | Qualifications (organisées en Asie) 1    | Qualifications (organisées en Europe) 3     | Qualifications (organisées aux Amériques) 1 |                   |                          |  |
| En 1986                             | 8                | Champion et pays hôte 2 | Qualifications (organisées en Asie) 2   | Qualifications (organisées en Europe) 3  | Qualifications (organisées aux Amériques) 1 |                                             |                   |                          |  |
| En 1988                             | 8                | Champion et pays hôte 2 | Qualifications (organisées en Asie) 1   | Qualifications (organisées en Europe) 3  | Qualifications (organisées en Océanie) 1    | Qualifications (organisées aux Amériques) 1 |                   |                          |  |
| Entre 1990 et 1994, en 1998 et 2000 | 8                | Champion et pays hôte 2 | Qualifications (organisées en Europe) 3 | Qualifications (organisées en Asie) 3    |                                             |                                             |                   |                          |  |
| En 1996                             | 8                | Champion et pays hôte 2 | Qualifications (organisées en Europe) 3 | Qualifications (organisées en Océanie) 3 |                                             |                                             |                   |                          |  |
| En 2002                             | 8                | Champion et pays hôte 2 | Qualifications (organisées en Europe) 3 | Qualifications (organisées en Océanie) 3 |                                             |                                             |                   |                          |  |
| En 2004 et 2012                     | 12               | Champion et pays hôte 1 | Asie 5                                  | Europe 3                                 | Afrique 1                                   | Océanie 1                                   | Amériques 1       |                          |  |
| Entre 2006 et 2010                  | 12               | Champion et pays hôte 2 | Asie 4                                  | Europe 3                                 | Afrique 1                                   | Océanie 1                                   | Amériques 1       |                          |  |
| En 2014                             | 16               | Champion et pays hôte 2 | Classement mondial BWF 14               |                                          |                                             |                                             |                   |                          |  |
| Depuis 2016                         | 16               | Champion et pays hôte 2 | Asie 4                                  | Europe 4                                 | Afrique 1                                   | Océanie 1                                   | Amériques 1       | Classement mondial BWF 3 |  |

1. ↑  Les équipes sont invitées selon le classement mondial par équipes, mais à l'époque, la règle de la BWF garantissait qu'il y aurait au moins 3 équipes asiatiques, 3 équipes européennes et 1 de chacune des continents restants.
2. ↑  Si le champion en titre ou le pays hôte occupe une ou plusieurs places de qualification, la place est attribuée à la ou aux équipes d'Asie les mieux classées.[réf. nécessaire]
3. ↑  Si le champion en titre ou le pays hôte occupe une ou plusieurs places de qualification, la place est attribuée à la ou aux équipes européennes les mieux classées.[réf. nécessaire]/>

## Nombre de victoires
En 30 éditions, cinq nations se sont partagé le trophée :
- Chine : 16 victoires
- Japon : 6 victoires
- Indonésie : 3 victoires
- États-Unis : 3 victoires
- Corée du Sud : 2 victoires

## Palmarès
Jusqu'en 1981, la compétition avait lieu tous les 3 ans. Depuis l'édition 1984, elle est bisannuelle et a lieu en même temps que la Thomas Cup.
| Année | Lieu            | Finale     | Finale | Finale     |
| Année | Lieu            | Vainqueur  | Score  | Finaliste  |
| ----- | --------------- | ---------- | ------ | ---------- |
| 1957  | Lytham St Annes | États-Unis | 6 - 1  | Danemark   |
| 1960  | Philadelphie    | États-Unis | 5 - 2  | Danemark   |
| 1963  | Wilmington      | États-Unis | 4 - 3  | Angleterre |
| 1966  | Wellington      | Japon      | 5 - 2  | États-Unis |
| 1969  | Tokyo           | Japon      | 6 - 1  | Indonésie  |
| 1972  | Tokyo           | Japon      | 6 - 1  | Indonésie  |
| 1975  | Jakarta         | Indonésie  | 5 - 2  | Japon      |
| 1978  | Auckland        | Japon      | 5 - 2  | Indonésie  |
| 1981  | Tokyo           | Japon      | 6 - 3  | Indonésie  |

| Année | Lieu            | Finale       | Finale | Finale       | Demi-finalistes          |
| Année | Lieu            | Vainqueur    | Score  | Finaliste    | Demi-finalistes          |
| ----- | --------------- | ------------ | ------ | ------------ | ------------------------ |
| 1984  | Kuala Lumpur    | Chine        | 5 - 0  | Angleterre   | Corée du Sud Danemark    |
| 1986  | Jakarta         | Chine        | 3 - 2  | Indonésie    | Corée du Sud Japon       |
| 1988  | Kuala Lumpur    | Chine        | 5 - 0  | Corée du Sud | Indonésie Japon          |
| 1990  | Nagoya et Tokyo | Chine        | 3 - 2  | Corée du Sud | Indonésie Japon          |
| 1992  | Kuala Lumpur    | Chine        | 3 - 2  | Corée du Sud | Suède Indonésie          |
| 1994  | Jakarta         | Indonésie    | 3 - 2  | Chine        | Suède Corée du Sud       |
| 1996  | Hong Kong       | Indonésie    | 4 - 1  | Chine        | Corée du Sud Danemark    |
| 1998  | Hong Kong       | Chine        | 4 - 1  | Indonésie    | Danemark Corée du Sud    |
| 2000  | Kuala Lumpur    | Chine        | 3 - 0  | Danemark     | Corée du Sud Indonésie   |
| 2002  | Canton          | Chine        | 3 - 1  | Corée du Sud | Pays-Bas Hong Kong       |
| 2004  | Jakarta         | Chine        | 3 - 1  | Corée du Sud | Japon Danemark           |
| 2006  | Sendai et Tokyo | Chine        | 3 - 0  | Pays-Bas     | Allemagne Taipei chinois |
| 2008  | Jakarta         | Chine        | 3 - 0  | Indonésie    | Corée du Sud Allemagne   |
| 2010  | Kuala Lumpur    | Corée du Sud | 3 - 1  | Chine        | Indonésie Japon          |
| 2012  | Wuhan           | Chine        | 3 - 0  | Corée du Sud | Thaïlande Japon          |
| 2014  | New Delhi       | Chine        | 3 - 1  | Japon        | Corée du Sud Inde        |
| 2016  | Kunshan         | Chine        | 3 - 1  | Corée du Sud | Japon Inde               |
| 2018  | Bangkok         | Japon        | 3 - 0  | Thaïlande    | Chine Corée du Sud       |
| 2020  | Aarhus          | Chine        | 3 - 1  | Japon        | Corée du Sud Thaïlande   |
| 2022  | Bangkok         | Corée du Sud | 3 - 2  | Chine        | Japon Thaïlande          |
| 2024  | Chengdu         | Chine        | 3 - 0  | Indonésie    | Corée du Sud Japon       |